# 시스코 IOS
시스코 IOS(Cisco Internetwork Operating System)는 시스코 시스템즈의 대부분의 라우터와 현행 모든 스위치에 사용되고 있는 소프트웨어이다(구식 스위치는 CatOS를 사용하고 있다). IOS는 멀티태스킹 OS와 통합된 라우팅, 스위칭, 인터네트워킹, 텔레커뮤니케이션 기능의 패키지이다.
Cisco IOS는 독특한 명령줄 인터페이스(CLI)를 가지고 있으며, 그 형식은 다른 네트워크 제품에서도 널리 모방되고 있다. IOS의 CLI는 여러 단어로 구성되는 고정된 명령어 세트를 제공한다. 사용 가능한 세트는 현재 CLI의 「모드」라고 권한 레벨에 의해서 결정된다.「전역 설정 모드」는 시스템 전체의 설정을 변경하기 위한 명령어를 제공하며, 「인터페이스 설정 모드」는 개별 인터페이스의 설정을 변경하는 명령어를 제공한다. 모든 명령어는 0에서 15까지의 권한 레벨을 할당할 수 있고, 사용자는 자신이 가진 권한 레벨에 따라 명령어를 실행할 수 있다. 각 권한 레벨에 따라 이용 가능한 명령어를 정의할 수 있다.

## 같이 보기
- 네트워크 운영 체제